# ماراکوتا
ماراکوتا نوعی نان ترد تهیه شده با آرد، نمک، آب و مخمر است.
این نان گندم بسیار ترد است. و در کشورهای شیلی، برزیل، مناطقی در بولیوی و پرو، همچنین در آرژانتین و اروگوئه محبوب و مرسوم است.
نان ماراکوتا در بولیوی۶۰–۷۵ گرم دارد و بیشتر در لاپاز و ال آلتو . مصرف می‎شود. ماراکوتا بین نیمه شب و سحر در کوره آماده می‎شود تا صبح به صورت تازه و ترد به دست خریداران برسد.
ماراکوتا در شیلی به صورت دو رول کوچک که از وسط به هم متصل شده‎اند به صورت چهار قطعه متصل به هم تهیه می‎شود.

## تاریخچه ماراکوتا در بولیوی
ماراکوتا و روش پخت آن در سال ۱۹۰۸ توسط یک مهاجر یونانی به نام مایکل جورج کالیس‎پریس به لاپاز رسید و در سال ۲۰۰۶ به عنوان میراث فرهنگی در این منطقه اعلام شد.

## تاریخچه ماراکوتا در شیلی
بسیاری از مورخان بر این باورند که تاریخچه پخت ماراکوتا به اواخر قرن ۱۹ و اوایل قرن بیستم برمی‎گردد، زمانی‎که بنادر اصلی شیلی والپارایسو و تالکاهوانو پذیرای هزاران مهاجر اروپایی شدند. داستان پخت نان برای اولین بار به دو برادر نانوای فرانسوی به نام فامیل ترن ماراکوتی در بندر والپارایسو برمی‎گردد و ظرف مدت کوتاهی این نان بین مردمان شیلی محبوب شد. در حال حاضر ماراکوتا پر مصرف‎ترین نان در شیلی به‌شمار میرود و به عنوان نان تست برای تهیه ساندویچ و در تهیه چند نوع غذای دیگر به کار می‎رود.

## مواد تشکیل دهنده و آماده سازی
مارکوتا از آرد و آب و مخمر و نمک تشکیل شده و فاقد چربی است و فرایند آماده‎سازی خمیر آن بیشتر از نان‎های دیگر طول می‎کشد و فرم غیرمعمول چهار قسمتی آن باعث می‎شود که به راحتی بتوان آن را از هم جدا کرد.